# Steven Kovacs
Steven Kovacs (* nach 1940 in Budapest) ist ein US-amerikanisch-ungarischer Filmproduzent und Filmregisseur, der 1976 für einen Oscar in der Kategorie „Bester Dokumentar-Kurzfilm“ nominiert war.

## Biografie
Steven Kovacs, der sein Heimatland Ungarn 1956 verließ, studierte an der Harvard University und schloss sein Studium mit dem akademischen Grad eines Master und Ph.D. in Fine Arts ab und an der Yale University mit einem Bachelor of Arts (B.A.) in Geschichte.
In Berührung mit dem Film kam er erstmals als Filmhistoriker und beim Schreiben seines Buches From Enchantment to Rage: The Story of Surrealist Cinema (‚Von der Verzauberung zur Wut. Die Geschichte des surrealistischen Kinos‘). Er unterrichtete an der Stanford University, wo er auf Jon Else und Kristine Samuelson traf, mit denen zusammen er den Dokumentarfilm Arthur and Lillie produzierte. In dem Film blicken Hollywood-Veteran Arthur Mayer und seine Frau Lillie auf die Anfänge der Filmindustrie zurück. Das Trio erhielt für die Oscarverleihung 1976 eine Nominierung.
Kovacs arbeitete im Zeitraum 1977 bis 1979 als Produktionsleiter für Roger Cormans Produktionsfirma New World Pictures. Kovacs produzierte etliche Filme, schrieb das Drehbuch und/oder führte Regie, so beispielsweise bei den Actiondramen Giganten mit stählernen Fäusten (1978) mit David Carradine und Die Frau in Rot (1979) mit Pamela Sue Martin in der Titelrolle sowie den komödiantischen Abenteuerfilm Up from the Depths (1979). Bei dem Filmdrama ’68, in dem es um Zoltan Szabo und seine Familie geht, die 1968 hart daran arbeiten sich aus Ungarn kommend ein Leben in San Francisco aufzubauen, führte Kovacs Regie, schrieb das Drehbuch und produzierte den Film auch.
Seit 1990 unterrichtet Kovacs an der San Francisco State University (SFSU) im Fach Kreative Künste. Er schreibt Kritiken zu Kunstwerken, zu Filmen und zu politischen Themen. Kovacs schreibt auch selbst sowohl Poesie als auch fiktionale Werke. Sein Unterricht erstreckt sich auf eine große Palette von Fächern, was sich auch im Filmbereich niederschlägt, wo er Drehbücher verfasst, Regie führt und sowohl fürs amerikanische Kino und Fernsehen als auch für europäische Produktionen arbeitet und sich gern auch mit Lateinamerika befasst. Zudem hat er einige der größten ungarischen Schriftsteller ins Englische übersetzt.
Von 2002 bis 2003 absolvierte er ein Fulbright-Stipendium an der Ungarischen Akademie für Theater, Film und Fernsehen.

## Filmografie (Auswahl)
- 1975: Arthur and Lillie (Dokumentar-Kurzfilm; Produzent)
- 1978: Giganten mit stählernen Fäusten (Deathsport; Assistent des Produzenten)
- 1978: Avalanche (Produktionsleiter)
- 1979: Up from the Depths (Produktionsleiter)
- 1979: Saint Jack (Produktionsleiter)
- 1979: Die Frau in Rot (The Lady in Red; Co-Produzent)
- 1982: Einstein: The Man Behind the Genius (Fernsehfilm; Produzent, Regie)
- 1984: In der Schußlinie (On the Line; Produzent)
- 1988: ’68 (Produzent, Regie, Drehbuch)
- 1996: Grand Avenue (Fernsehfilm; im Produzententeam)
- 1998: My Neighbor’s Daughter, alternativ Angel Blue (Fernsehfilm; Produzent, Regie, Drehbuch)

## Auszeichnungen
- Oscarverleihung 1976
nominiert für einen Oscar in der Kategorie „Bester Dokumentar-Kurzfilm“ für Arthur and Lillie
zusammen mit Jon Else und Kristine Samuelson
- Deauville Film Festival
nominiert für den Critics Award für ’68